# Isothecium tenerum
Isothecium tenerum là một loài rêu trong họ Brachytheciaceae. Loài này được Sw. Brid. mô tả khoa học đầu tiên năm 1827.